# Gerd Schneider (Regisseur)

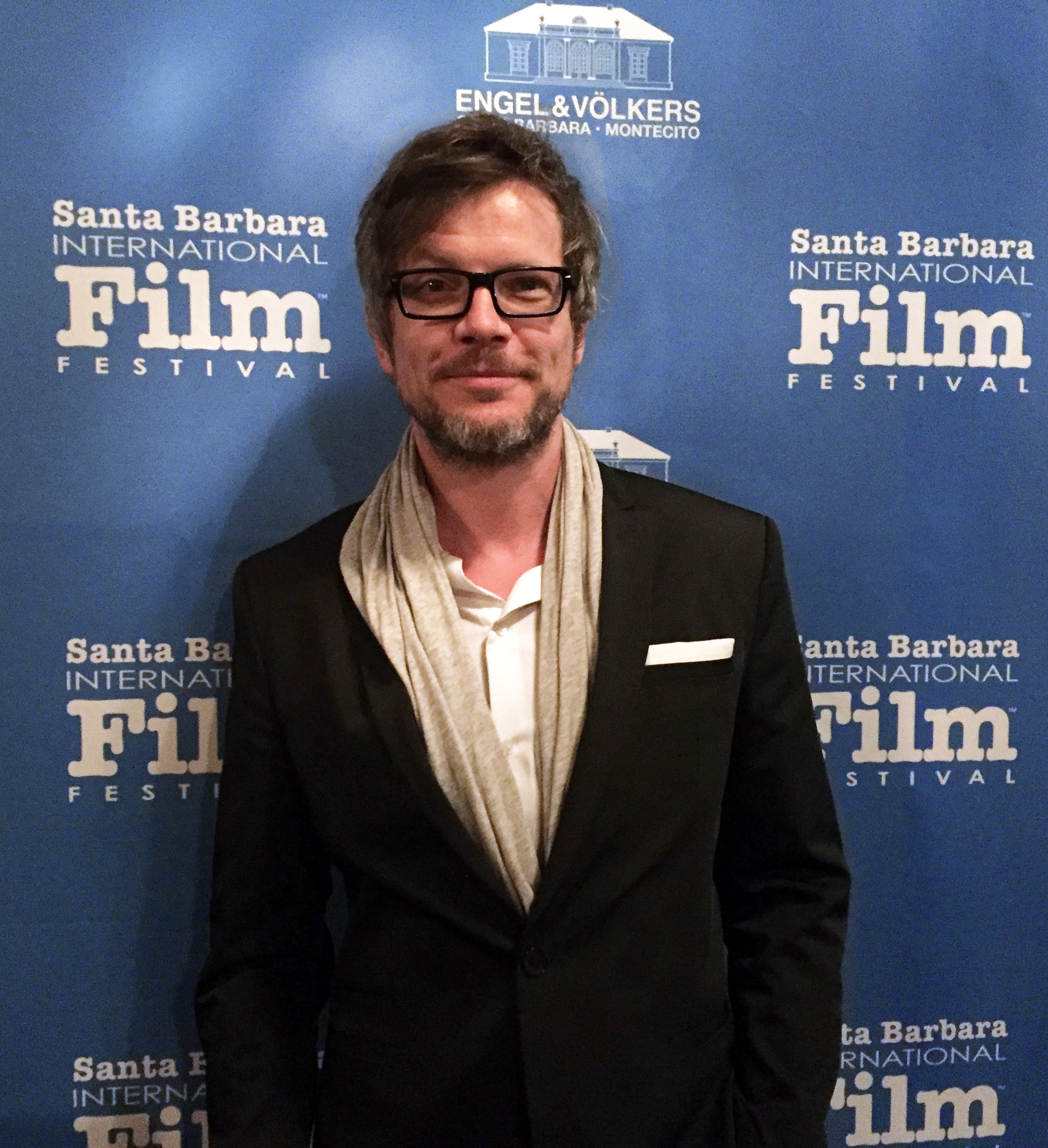
Gerd Schneider beim 31. Santa Barbara International Film Festival (Februar 2016)

Gerd Schneider (* 1974 in Olpe) ist ein deutscher Filmregisseur und Autor.

## Leben und Wirken
Gerd Schneider studierte nach seinem Abitur 1993 zunächst katholische Theologie an der Rheinischen Friedrich-Wilhelms-Universität Bonn mit dem Ziel, Priester zu werden. Während seiner Zeit im Collegium Albertinum, dem Theologenkonvikt des Erzbistums Köln, arbeitete er im Seelsorgeteam der Justizvollzugsanstalt Köln-Ossendorf. Die Erfahrungen aus dieser Zeit flossen später in seinen Kinospielfilm Verfehlung mit ein. Nach dem Diplom 1998 gab Schneider die kirchliche Laufbahn auf.
Im Jahr 2000 begann er ein Regiestudium an der Filmakademie Baden-Württemberg. In dieser Zeit realisierte er mehrere Kurzfilme und arbeitete nebenher als Storyboard-Artist für Werbe- und Kinoproduktionen wie Führer Ex und Herr der Diebe. Beim Kinospielfilm Der Rote Baron übernahm er neben den Storyboards auch die 2nd-Unit-Regie. Schneiders Abschlussarbeit, der Dokumentarfilm Am Rand der Hoffnung über einen Kameramann von Al-Dschasira im Westjordanland, lief auf einer Reihe internationaler Filmfestivals und gewann mehrere Preise.
Schneider drehte Werbefilme, bevor er 2014 mit Verfehlung sein Kinodebüt nach eigenem Buch gab. Der Spielfilm über die Freundschaft dreier Priester, die durch den Missbrauchsskandal der katholischen Kirche auseinanderbricht, feierte auf dem Max Ophüls Festival Premiere und wurde mit dem Preis der deutschen Filmkritik ausgezeichnet.
Es folgte die Tragikomödie Now or Never, die eine Grimme-Preis-Nominierung erhielt. 2019 drehte er den Stuttgart-Tatort Der Welten Lohn.
Am Thomas Bernhard Institut des Mozarteums Salzburg hält er Filmworkshops ab.
2023 veröffentlichte er mit dem ehemaligen Ermittler der Schweizer Bundeskriminalpolizei, Matt Basanisi, den Thriller-Roman Skorpion im Blanvalet-Verlag. Der auf tatsächlichen Ereignissen basierende Thriller ist der erste Band der David-Keller-Reihe, der zweite Band Memento erscheint im Juli 2024 im selben Verlag.
Gerd Schneider lebt in Stuttgart.

## Filmografie (Auswahl)
- 2000: Gabriel (Drehbuch und Regie)
- 2001: Am Ende der Tage (Drehbuch und Regie)
- 2002: Tür an Tür (Regie)
- 2002: Führer Ex (Storyboard)
- 2004: Gotteswerker (Dokumentarfilm, Regie)
- 2005: Herr der Diebe (Storyboard)
- 2006: Am Rand der Hoffnung (Dokumentarfilm, Regie)
- 2008: Der Rote Baron (2nd-Unit-Regie)
- 2009: Nicht Lustig (Regie)
- 2013: Der Diener (Drehbuch und Regie)
- 2015: Verfehlung (Kinofilm, Drehbuch und Regie)
- 2019: Now or Never (Fernsehfilm, Regie)
- 2020: Tatort: Der Welten Lohn (Krimireihe, Regie)
- 2023: Tatort Game: Flow (Online Game, Regie)
- 2023: WaPo Bodensee: Folgen 89–92 (Regie)

## Auszeichnungen
- 2006: Katrin Cartlidge Foundation Award beim Sarajevo Film Festival für Am Rand der Hoffnung
- 2007: Spirit Award beim Brooklyn International Film Festival für Am Rand der Hoffnung
- 2015: Hauptpreis des 6. Kirchlichen Film Festival Recklinghausen für Verfehlung
- 2015: Ludwigshafener Drehbuchpreis beim Festival des Deutschen Films für Verfehlung
- 2015: Nominierung für den Deutschen Regiepreis Metropolis für Verfehlung
- 2015: Gewinner des Prix Regards Jeune beim Arras International Film Festival für Verfehlung
- 2015: Nominiert für den International Jury Award „Best Feature Film“ beim São Paulo International Film Festival für Verfehlung
- 2016: Audience Choice Award beim Santa Barbara International Filmfestival für Verfehlung („The Culpable“)
- 2016: Preis der deutschen Filmkritik als bestes Spielfilmdebüt für Verfehlung
- 2016: Deutsche Film- und Medienbewertung (FBW): Prädikat „besonders wertvoll“ für Verfehlung
- 2021: Grimme-Preis-Nominierung für Now or Never